# Mark Saina
Mark Saina (* 10. November 1970) ist ein ehemaliger kenianischer Marathonläufer.
1999 wurde er Zweiter beim Venedig-Marathon, 2000 mit seiner persönlichen Bestzeit von 2:09:00 h Dritter beim Turin-Marathon und 2001 Sechster beim Paris-Marathon sowie Fünfter in Venedig.
2002 folgte einem dritten Platz beim Hamburg-Marathon ein Sieg beim Athen-Marathon. Im Jahr darauf wurde er Neunter beim Rotterdam-Marathon, 2004 Elfter beim Prag-Marathon und Zweiter beim Florenz-Marathon. 2005 gewann er den Los-Angeles-Marathon, 2007 den Marathon de la Baie du Mont Saint-Michel.
Mark Saina begann erst 1998 als Student der Soziologie an der Kenyatta University, sich ernsthaft dem Laufsport zu widmen, als er merkte, dass er im Training mit seinem Kommilitonen Bernard Lagat mithalten konnte.